# Effiat
Effiat är en kommun i departementet Puy-de-Dôme i regionen Auvergne-Rhône-Alpes i centrala Frankrike. Kommunen ligger i kantonen Aigueperse som tillhör arrondissementet Riom. År 2022 hade Effiat 1 127 invånare.

## Befolkningsutveckling
Antalet invånare i kommunen Effiat
| Referens: INSEE |